# 2012年イギリスグランプリ
2012年イギリスグランプリは、2012年のF1世界選手権第9戦として、2012年7月8日にシルバーストン・サーキットで開催された。正式名称は2012 FORMULA 1 SANTANDER BRITISH GRAND PRIX。

## 予選
大雨による約1時間半の中断を挟んで行われたイギリスGP予選では、フェルナンド・アロンソが2010年シンガポールGP以来となるポールポジションを獲得した。
Q1セッション開始直前になって雨が降り出し、少しでも良い条件でタイムを出そうと全車インターミディエイトを履いてピットで列を作った。
Q2進出を賭けた最後のアタックに挑んでいたバトンは、グロックの最終シケインでのスピンによって出されていたイエローフラッグの影響でタイムを更新できず、母国グランプリでのQ1ノックアウトを喫した。
Q2開始頃になると更に雨脚は強まり、ほとんどのマシンがウェットタイヤを履いてピットに列をなした。
セッション開始後も雨は強まり続け、残り6分19秒という所で赤旗中断となった。
1時間半にも及ぶ中断の後セッションは再開され、コンディション回復によって各車中断前のタイムを更新した。
5番手のタイムを残していたグロージャンであったが、セッションの最後にコースオフしてグラベルにつかまり、Q3を走ることはできなかった。
雨は止んだが、コース上にはまだ水が残る状態で行われたQ3セッション。
最後のアタックでアロンソが好タイムをたたき出すと、レッドブルの2台が後ろからいいタイムで通過してくる。
しかし2台とも最終セクターのタイムが伸びず、そのままアロンソがポールポジションを獲得した。

### 結果
| 順位                                  | No. | ドライバー                 | チーム                         | Q1       | Q2       | Q3       | グリッド |
| ------------------------------------- | --- | -------------------------- | ------------------------------ | -------- | -------- | -------- | -------- |
| 1                                     | 5   | フェルナンド・アロンソ     | フェラーリ                     | 1:46.515 | 1:56.921 | 1:51.746 | 1        |
| 2                                     | 2   | マーク・ウェバー           | レッドブル-ルノー              | 1:47.276 | 1:55.898 | 1:51.793 | 2        |
| 3                                     | 7   | ミハエル・シューマッハ     | メルセデス                     | 1:46.571 | 1:55.799 | 1:52.020 | 3        |
| 4                                     | 1   | セバスチャン・ベッテル     | レッドブル-ルノー              | 1:46.279 | 1:56.931 | 1:52.199 | 4        |
| 5                                     | 6   | フェリペ・マッサ           | フェラーリ                     | 1:47.401 | 1:56.388 | 1:53.065 | 5        |
| 6                                     | 9   | キミ・ライコネン           | ロータス-ルノー                | 1:47.309 | 1:56.469 | 1:53.290 | 6        |
| 7                                     | 18  | パストール・マルドナド     | ウィリアムズ・ルノー           | 1:46.449 | 1:56.802 | 1:53.539 | 7        |
| 8                                     | 4   | ルイス・ハミルトン         | マクラーレン・メルセデス       | 1:47.433 | 1:54.897 | 1:53.543 | 8        |
| 9                                     | 10  | ロマン・グロージャン       | ロータス-ルノー                | 1:47.043 | 1:56.388 | no time  | 9        |
| 10                                    | 11  | ポール・ディ・レスタ       | フォースインディア・メルセデス | 1:47.582 | 1:57.009 |          | 10       |
| 11                                    | 8   | ニコ・ロズベルグ           | メルセデス                     | 1:47.724 | 1:57.108 |          | 11       |
| 12                                    | 16  | ダニエル・リチャルド       | トロ・ロッソ・フェラーリ       | 1:47.266 | 1:57.132 |          | 12       |
| 13                                    | 19  | ブルーノ・セナ             | ウィリアムズ・ルノー           | 1:47.105 | 1:57.426 |          | 13       |
| 14                                    | 12  | ニコ・ヒュルケンベルグ     | フォースインディア・メルセデス | 1:46.334 | 1:55.556 | 1:54.382 | 141      |
| 15                                    | 15  | セルジオ・ペレス           | ザウバー-フェラーリ            | 1:46.494 | 1:57.895 |          | 15       |
| 16                                    | 3   | ジェンソン・バトン         | マクラーレン・メルセデス       | 1:48.044 |          |          | 16       |
| 17                                    | 14  | 小林可夢偉                 | ザウバー-フェラーリ            | 1:46.649 | 1:57.071 |          | 171      |
| 18                                    | 21  | ヴィタリー・ペトロフ       | ケータハム・ルノー             | 1:49.027 |          |          | 18       |
| 19                                    | 20  | ヘイキ・コバライネン       | ケータハム・ルノー             | 1:49.477 |          |          | 19       |
| 20                                    | 24  | ティモ・グロック           | マルシャ・コスワース           | 1:51.618 |          |          | 20       |
| 21                                    | 22  | ペドロ・デ・ラ・ロサ       | HRT・コスワース                | 1:52.742 |          |          | 21       |
| 22                                    | 23  | ナレイン・カーティケヤン   | HRT・コスワース                | 1:53.040 |          |          | 22       |
| 23                                    | 17  | ジャン＝エリック・ベルニュ | トロ・ロッソ・フェラーリ       | 1:47.705 | 1:57.719 |          | 231      |
| 予選通過タイム: 1:53.718 (107%ルール) |     |                            |                                |          |          |          |          |
| 24                                    | 25  | シャルル・ピック           | マルシャ・コスワース           | 1:54.143 |          |          | 241      |

追記
^1 - ヒュルケンベルグ、ピックはギアボックス交換により5グリッド降格。小林、ベルニュは前戦ヨーロッパGPで受けたペナルティによりそれぞれ5、10グリッド降格

## 決勝

### 展開
前日までは大雨に悩まされたイギリスGPも、決勝日はドライコンディション。
ペトロフはマシントラブルによって出走することができず、23台での決勝レーススタートを迎えた。
スタートではアロンソが大きく進路を変更してウェバーをブロック。トップを守って1コーナーに入った。
多くのドライバーがソフトタイヤを選択する中で、アロンソは上位陣でただ一人ハードタイヤを選択。
不利な条件でのスタートを成功させた。
マッサがベッテルをパスして4番手へ。ディ・レスタはパンクにより緊急ピットインを余儀なくされた。
15周目、アウトラップを走っていたマルドナドとペレスがターン6で接触。
マルドナドはこれにより罰金と叱責のペナルティを受けた。
38周目には小林がピットで止まりきれずにクルーと接触。
これによりクルー3人が足を負傷し、小林も罰金のペナルティを受けた。
レースは2回目のピットを終えた時点で、アロンソ、ウェバー、ベッテル、マッサ、ライコネン、グロージャン、ハミルトン、シューマッハのオーダー。
ここから最後のタイヤ交換を行いチェッカーを目指す。
一人だけハード-ハードとつないできたアロンソは最終スティントでソフトタイヤを装着。
当初は後続に5秒の差をつけていたが、ソフトタイヤがすぐに摩耗してしまいペースダウン。
残り5周というところでウェバーがあっさりとオーバーテイクを成功させた。
その後ベッテルもアロンソに迫るが、追いつくまでには至らず、ウェバー、アロンソ、ベッテルのポディウムとなった。
ウェバーが今季2勝目を挙げ、チェッカー後のチームとの無線では「モナコとイギリスで勝った」と喜びの声を上げた。
今季2勝目はアロンソに次いで2人目。ランキング2位を守った。
イギリス人トップは7位のハミルトン、チームメイトのバトンも10位と振るわない母国グランプリとなった。
なお、イギリスGPでは新しい試みとして、表彰台上でジャッキー・スチュワートによるインタビューが行われた。
この新しい試みは続くドイツGPでも実施され、今後も行うことが検討されている。

### 結果
| 順位  | No. | ドライバー                 | チーム                         | 周回数 | タイム / リタイア | グリッド | ポイント |
| ----- | --- | -------------------------- | ------------------------------ | ------ | ----------------- | -------- | -------- |
| 1     | 2   | マーク・ウェバー           | レッドブル-ルノー              | 52     | 1:25:11.288       | 2        | 25       |
| 2     | 5   | フェルナンド・アロンソ     | フェラーリ                     | 52     | +3.060            | 1        | 18       |
| 3     | 1   | セバスチャン・ベッテル     | レッドブル-ルノー              | 52     | +4.836            | 4        | 15       |
| 4     | 6   | フェリペ・マッサ           | フェラーリ                     | 52     | +9.519            | 5        | 12       |
| 5     | 9   | キミ・ライコネン           | ロータス-ルノー                | 52     | +10.314           | 6        | 10       |
| 6     | 10  | ロマン・グロージャン       | ロータス-ルノー                | 52     | +17.101           | 9        | 8        |
| 7     | 7   | ミハエル・シューマッハ     | メルセデス                     | 52     | +29.153           | 3        | 6        |
| 8     | 4   | ルイス・ハミルトン         | マクラーレン・メルセデス       | 52     | +36.463           | 8        | 4        |
| 9     | 19  | ブルーノ・セナ             | ウィリアムズ・ルノー           | 52     | +43.347           | 13       | 2        |
| 10    | 3   | ジェンソン・バトン         | マクラーレン・メルセデス       | 52     | +44.444           | 16       | 1        |
| 11    | 14  | 小林可夢偉                 | ザウバー-フェラーリ            | 52     | +45.370           | 17       |          |
| 12    | 12  | ニコ・ヒュルケンベルグ     | フォースインディア・メルセデス | 52     | +47.856           | 14       |          |
| 13    | 16  | ダニエル・リチャルド       | トロ・ロッソ・フェラーリ       | 52     | +51.241           | 12       |          |
| 14    | 17  | ジャン＝エリック・ベルニュ | トロ・ロッソ・フェラーリ       | 52     | +53.313           | 23       |          |
| 15    | 8   | ニコ・ロズベルグ           | メルセデス                     | 52     | +57.394           | 11       |          |
| 16    | 18  | パストール・マルドナド     | ウィリアムズ・ルノー           | 51     | +1 Lap            | 7        |          |
| 17    | 20  | ヘイキ・コバライネン       | ケータハム・ルノー             | 51     | +1 Lap            | 19       |          |
| 18    | 24  | ティモ・グロック           | マルシャ・コスワース           | 51     | +1 Lap            | 20       |          |
| 19    | 25  | シャルル・ピック           | マルシャ・コスワース           | 51     | +1 Lap            | 24       |          |
| 20    | 22  | ペドロ・デ・ラ・ロサ       | HRT・コスワース                | 50     | +2 Laps           | 21       |          |
| 21    | 23  | ナレイン・カーティケヤン   | HRT・コスワース                | 50     | +2 Laps           | 22       |          |
| Ret   | 15  | セルジオ・ペレス           | ザウバー-フェラーリ            | 11     | 接触              | 17       |          |
| Ret   | 11  | ポール・ディ・レスタ       | フォースインディア・メルセデス | 2      | 接触              | 10       |          |
| DNS   | 21  | ヴィタリー・ペトロフ       | ケータハム・ルノー             | 0      | エンジン          | 18       |          |
| 注釈: |     |                            |                                |        |                   |          |          |

## 第9戦終了時点でのランキング
| 順位 | ドライバー             | ポイント |
| ---- | ---------------------- | -------- |
| 1    | フェルナンド・アロンソ | 129      |
| 2    | マーク・ウェバー       | 116      |
| 3    | セバスチャン・ベッテル | 100      |
| 4    | ルイス・ハミルトン     | 92       |
| 5    | キミ・ライコネン       | 83       |

| 順位 | コンストラクター         | ポイント |
| ---- | ------------------------ | -------- |
| 1    | レッドブル・ルノー       | 216      |
| 2    | フェラーリ               | 152      |
| 3    | ロータス・ルノー         | 144      |
| 4    | マクラーレン・メルセデス | 142      |
| 5    | メルセデス               | 98       |

- 注：ドライバー、コンストラクター共にトップ5のみ表示。